# ジュニア・マーヴィン
ジュニア・マーヴィン（英: Junior Murvin、1946年 - 2013年12月2日 ）は、ジャマイカのセント・ジェームズ教区で生まれたレゲエ・ミュージシャン。1972年の「Solomon」がマイナー・ヒットとなった。そして1977年、リー・ペリーのブラック・アーク・スタジオで制作されたアルバム『ポリスとコソ泥』を発表した。このアルバム中のタイトル曲はイギリスのトップ・チャートに13週間ランク入りし、パンク・ロックのザ・クラッシュにもカヴァーされた。

## ディスコグラフィ

### アルバム
- 『ポリスとコソ泥』 - Police and Thieves (1977年、Island)
- Tedious (1978年、Mango)
- Bad Man Posse (1982年、Dread at the Controls)
- Muggers in the Street (1984年、Greensleeves)
- Apartheid (1986年、Jammy's)
- Signs and Wonders (1989年、Live & Love)
- World Cry (1995年、Sunvibes)
- Inna de Yard (2007年、Makasound)[2]